# Waterman (azienda)
Waterman S.A. è una fabbrica di penne stilografiche di lusso, fondata nel 1884 da Lewis Edson Waterman a New York (USA).

## Storia

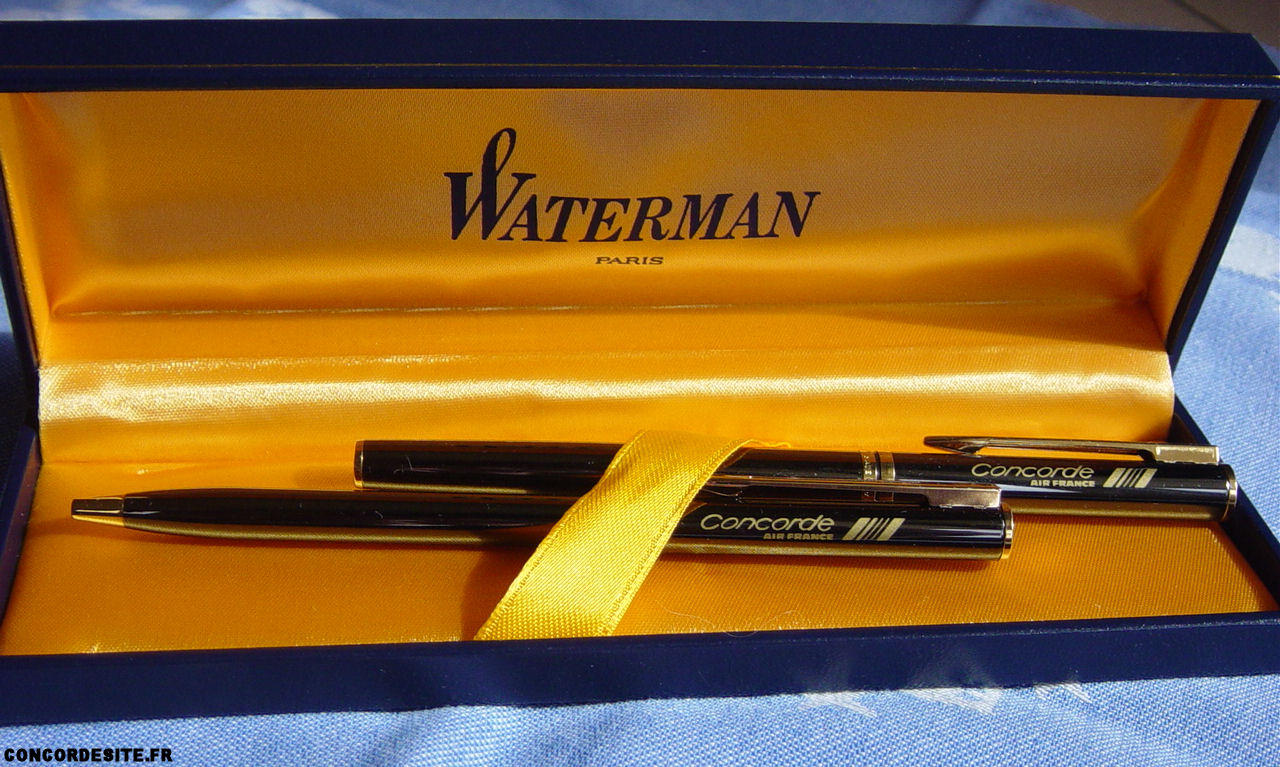
Parure Waterman Concorde

Il nome iniziale era "Ideal Pen Company", trasformato nel 1888 in quello attuale.
Dal 2000 fa parte del gruppo statunitense Newell Rubbermaid e la sede è a Parigi, mentre nello stabilimento di Saint-Herblain (Francia) vengono prodotte sia penne stilografiche che penne a sfera.